# Fundación Jarl Hjalmarson
La Fundación Jarl Hjalmarson es una fundación sueca vinculada con el Partido de la Coalición Moderada, o simplemente Partido Moderado. El nombre de la fundación fue elegido en homenaje al fallecido presidente del Partido Moderado, Jarl Hjalmarson. La organización se fundó en 1994, cuando el Partido Moderado apoyó la reciente independencia de los países bálticos.

## Objetivos
La fundación tiene como principal objetivo la formación de políticos de los partidos homólogos del Partido de la Coalición Moderada, especialmente mujeres y jóvenes que participan en política, en países donde emerge un sistema democrática. Los programas educativos incluyen diferentes asuntos acerca de cómo funciona una democracia de partidos políticos, y la mejor forma de trabajar políticamente.
La fundación opera en Rusia, Ucrania, Georgia, Azerbaiyán, Turquía y los países de los Balcanes. Pero se realizan actividades también en Bielorrusia, África y en América Latina, dónde la fundación lleva a cabo proyectos regionales.
El presidente de la junta directiva de la Fundación Jarl Hjalmarson es Göran Lennmarker, exmiembro del Parlamento sueco. Entre los anteriores presidentes distinguidos de la fundación están: Gunnar Hökmark, exdiputado del Parlamento europeo, y Margaretha af Ugglas, exministra sueca de Asuntos exteriores.